# Karl Matko

Karl Matko (6. v. r.) in Wildenthal

Karl Matko (* 10. Juni 1940 in Schwarzenberg; † 5. Januar 2024 ebenda) war ein deutscher Politiker (CDU). Er war sächsischer Landrat und Mitglied des Sächsischen Landtages.

## Leben
Karl Matko wurde im Pfarrhaus der katholischen Kirche in Schwarzenberg geboren und wuchs dort mit seiner Schwester und seiner Mutter, die als Küsterin arbeitete, auf. Sein Vater kehrte nicht aus dem Krieg zurück und galt als vermisst. Nach dem Abitur an der Schwarzenberger Oberschule studierte er von 1959 bis 1963 Bauingenieurwesen in Glauchau. Anschließend war er von 1966 bis 1985 als Bauingenieur im Eisenwerk Erla tätig. Später wechselte ins Rathaus der Stadt Schwarzenberg, wo er von 1985 bis 1990 das Amt des stellvertretenden Stadtbaudirektors innehatte. Matko starb Anfang Januar 2024 in seinem Wohnhaus in dem zum Schwarzenberger Ortsteil Erla gehörigen Crandorf im Alter von 83 Jahren. Matko war katholisch und hinterließ neben seiner zweiten Ehefrau vier Kinder, sieben Enkel und ein Urenkel. Der von mehreren Hundert Menschen besuchte ökumenische Trauergottesdienst in der Schwarzenberger St.-Georgen-Kirche (Schwarzenberg) am 19. Januar 2024 wurde vom Pfarrer der evangelisch-lutherischen St.-Georgen-Kirchgemeinde Matthias Schubert und Matkos Neffen, dem Generalvikar des römisch-katholischen Bistums Dresden-Meißen Andreas Kutschke, geleitet. Die anschließende Beisetzung auf dem Friedhof von Wildenau unweit seines Geburtshauses fand am selben Tag im engsten Familienkreis statt.
Er war Vorsitzender des Aufsichtsrates vom FC Erzgebirge Aue und Vorstandsvorsitzender des Tourismusverbandes Erzgebirge e. V. Zudem war er Vorsitzender des Kulturausschusses beim kommunalen Spitzenverband, Sächsischer Landkreistag e. V.

## Politik
Matko war ab 1987 Mitglied der CDU der DDR. Als deren Vertreter gehörte er 1989/90 dem Runden Tisch in Schwarzenberg an. Vom 18. Mai 1990 bis zum 31. Juli 1994 war er Landrat des Kreises Schwarzenberg. Während der 1. Legislaturperiode des Sächsischen Landtags war er zugleich von 1990 bis 1994 direkt gewählter Abgeordneter des Wahlkreises 72.
Im Zuge der Kreisreform wurden die Kreise Aue und Schwarzenberg 1994 zusammengelegt. Vom 1. August 1994 bis zum 31. Juli 2008 war Matko Landrat des dabei neugebildeten Landkreises Aue-Schwarzenberg. Bei der Wahl am 10. Juni 2001 wurde er im ersten Wahlgang mit 66,9 % der Stimmen gegen seine Mitbewerber von SPD und PDS in seinem Amt bestätigt. Bei den Landratswahlen in Sachsen 2008 stand er aus Altersgründen nicht mehr als Abgeordneter und Vorsitzender des Kreistages zur Verfügung und schied nach 14 Jahren aus seinem Amt aus. Er war der dienstälteste Landrat in Sachsen.
In der Zeit als Landrat wurde er am 27. Juni 2006 vom Freistaat Sachsen beauftragt, über eine engere Zusammenarbeit mit den Landkreisen Stollberg, Annaberg und dem Mittleren Erzgebirgskreis zu verhandeln, die im Rahmen der Sächsischen Kreisreform am 1. August 2008 in der Fusion zum Erzgebirgskreis mündete.
Matkos Ehefrau Christine ist seit der Kommunalwahl im Juni 2009 Stadträtin von Schwarzenberg.